# Hubert Pircher
Hubert Pircher (Bressanone, 5 marzo 1959) è un allenatore di calcio ed ex calciatore italiano, di ruolo attaccante.

## Carriera
Cresce tra le file della Virtus don Bosco Bolzano, per poi passare nel 1973 all'Atalanta, con la quale debutta in prima squadra nel campionato di Serie B 1974-1975 a 16 anni. Ha avuto una lunga serie di infortuni che non gli hanno permesso di sfruttare appieno le sue potenzialità. Con la maglia neroazzurra disputa quattro campionati completi, due dei quali in Serie A: esordisce nella massima serie il 15 gennaio 1978, nello 0-0 interno contro il Torino, realizzando il suo primo gol due settimane più tardi, sul campo del Perugia.
Al termine del ciclo con i bergamaschi passa all'Ascoli, con cui disputa quattro campionati di Serie A. Nella stagione 1981-1982 mette a segno 6 reti, suo record personale, tutte nel girone di ritorno; grazie a queste prestazioni viene seguito da Enzo Bearzot in vista delle convocazioni per il Mondiale in Spagna, che gli sarà precluso a causa della pubalgia che lo colpisce nel finale di stagione.
Nel 1983 viene acquistato dal Palermo, per sostituire Gianni De Rosa ceduto al Napoli. L'esperienza in rosanero è negativa: la squadra retrocede in Serie C1, e Pircher realizza 5 reti in due stagioni, nelle quali è condizionato dai problemi fisici. Dopo una stagione al Rimini, scende tra i dilettanti passando al Fiorenzuola, nel Campionato Interregionale: vi resta per due stagioni, realizzando 16 reti in tutto, e anche in questo caso è tormentato dagli infortuni. Nel 1988 accetta l'offerta della Brembillese, dove conclude la carriera di calciatore e inizia quella di allenatore, su varie panchine dilettantistiche del Bergamasco.
In carriera ha totalizzato complessivamente 106 presenze e 13 reti in Serie A e 47 presenze e 3 reti in Serie B, ottenendo una promozione in Serie A nella stagione 1976-1977 con la maglia dell'Atalanta.

## Palmarès

### Competizioni nazionali
- Serie C1: 1

Palermo: 1984-1985

### Competizioni regionali
- Promozione: 1

Brembillese: 1988-1989 (girone C)